# Ubuntu Edge
Ubuntu Edge是一款由Canonical公司于2013年7月22日发布的高概念智能手机提案。Canonical试图通过Indiegogo平台众筹以启动量产40,000台的计划。这一众筹项目设定了当时最高的目标，即在一个月的活动期间内筹集3200万美元的资金。Canonical并不打算在初始生产后进行大规模生产Ubuntu Edge，而是将这款设备作为行业内新技术的示范。
Ubuntu Edge被设计为一款混合设备，它既可以作为一款高端智能手机使用（同时运行Ubuntu Touch和Android系统），也可以在连接显示器、键盘和鼠标后，作为一台运行Ubuntu的传统桌面电脑使用。此外，Ubuntu Edge还设计为支持双系统启动，并计划与Android系统并行运行。

## 背景
在2013年，苹果和谷歌已经占据了智能手机操作系统市场90%的份额，取代了牌桌上资格最老的几位如Symbian OS和Palm OS，并超越了Blackberry以及由诺基亚推动的Windows Mobile。
在这种背景下，Canonical启动了Ubuntu Edge项目。这是一款能够运行Android和Ubuntu Touch的混合智能手机，计划在Indiegogo3上发起一场众筹活动，旨在为其开发和量产筹集3200万美元。

## 技术细节
Ubuntu Edge是一款提议中的高规格智能手机，通常被称为“超级手机”。这款手机将搭载多核处理器和至少4GB的内存。内部存储为128GB，并提供一个micro-SIM卡槽。它还配备了一个800万像素的后置摄像头和一个200万像素的前置摄像头。这款设备装有一块4.5英寸、分辨率为1280×720的蓝宝石水晶屏幕。而其机身则由一整块带有纹理的金属加工而成。在连接特性方面，Ubuntu Edge将支持双LTE、双频802.11n Wi-Fi、蓝牙4以及NFC。输入传感方面Ubuntu Edge将配备有GPS、加速度计、陀螺仪、接近传感器、指南针、气压计等。此外在提供一个3.5毫米耳机插孔的同时还将配备立体声扬声器，支持高清音频，并支持使用带有主动降噪功能的双麦克风录音系统。这款手机将配备一个11针接口，支持同时进行MHL和USB OTG传输的功能。Ubuntu Edge计划由硅阳极锂离子电池供电。在尺寸方面，该设备长124毫米、宽64毫米、高9毫米。
在软件方面，Ubuntu Edge将同时支持引导Ubuntu Touch和Android系统启动。Android系统部分还将搭载Ubuntu for Android技术，而根据众筹活动的描述，Ubuntu Edge本将成为首款开箱就支持双启动（不同操作系统之间切换）的手机。在连接显示器、键盘和鼠标后，它还能够作为一台完全集成Ubuntu系统桌面的电脑使用。
Canonical的创始人马克·沙特尔沃思表示，Ubuntu Edge将由一家亚洲制造商生产，但拒绝透露该公司的名称。

## 筹款活动
马克·沙特尔沃思通过众筹平台Indiegogo发起了为生产4万台这种“超级手机”筹资的活动。作为Indiegogo平台在2013年规模最大的众筹项目，此次众筹计划筹集的金额为3200万美元，筹资期限为一个月。
2013年7月22日，Ubuntu Edge的众筹开始，在最初的5小时内募集资金就达到了100万美元。24小时后，筹集资金超过300万美元。首批设备的售价为600美元，而实际成本为825美元；在初次发布后，价格调整为625美元、675美元和725美元的不同档次。之后，Ubuntu Edge的价格调整为从625美元到830美元之间可自行调整的模式。经过各种活动的推动，筹资启动10天后达到了目标金额的25%。8月8日，Canonical对价格进行了进一步调整，统一为每台695美元。首个做出大额订单承诺的公司是Bloomberg LP，它承诺投资8万美元。2013年8月14日，距离截止日期还有8天时，Ubuntu Edge项目筹资突破了1000万美元大关。这一里程碑使得Ubuntu Edge成为当时众筹项目达成资金第二高的，仅次于太空交易和战斗模拟类型的游戏《星际公民》，后者当年成功筹集到了1500万美元。
Ubuntu Edge的众筹活动于8月21日结束，最终筹得12,809,906美元，未能达到启动项目所需的3200万美元目标，有27,633名支持者下单了该手机的标准版。。

## 影响
尽管Ubuntu Edge的技术规格前景被普遍看好，但众筹活动仅筹集到了1280万美元。但通过这一活动，Canonical公司的移动平台操作系统Ubuntu Touch的知名度得到了一定程度的提高，并激发了人们对将Linux系统集成到移动设备中的兴趣。此举突显了在面对苹果和谷歌占据移动设备操作系统领域统治地位的情况下，由其他技术方所提出的替代方案。根据Canonical的CEO马克·沙特尔沃思的说法，移动电话、平板电脑界面、电视和电脑之间的操作、美学以及应用的融合，是实现“个人电脑未来”的道路。不过，BBC的利奥·凯利恩（Leo Kelion）认为，这款设备的市场定位不明确，而当时市场上已经有大量的智能手机操作系统可用，且没有先例表明市场对将手机与用户主要电脑结合的“单一设备”存在需求。

## 脚注

### 出处
1. ↑  iclarified.com. . iPhone XS, XR, iPad et Apple Watch : blog et actu par iPhon.fr. 2013-03-23  [2019-06-11]. （原始内容存档于2025-02-20） （法语）.
2. ↑  Canonical Ltd. . Canonical.   [2024-09-27]. （原始内容存档于2025-02-20） （英语）.
3. ↑  . Indiegogo.   [2024-09-27]. （原始内容存档于2014-11-14） （英语）.
4. 1 2 3 4 5  . OMG! Ubuntu!.   [22 July 2013]. （原始内容存档于2022-12-26）.
5. ↑  .   [2016-03-18]. （原始内容存档于2017-10-09）.
6. 1 2 3  . Indiegogo.   [22 July 2013]. （原始内容存档于2013-09-05）.
7. 1 2 3  . Softpedia.   [2025-02-24]. （原始内容存档于2025-02-24）.
8. ↑  cnBeta. . cnBeta.COM. 2013-07-26  [2025-02-22]. （原始内容存档于2025-02-22） （中文（中国大陆））.
9. ↑  林妍溱. . iThome. 2013-08-19  [2025-02-22]. （原始内容存档于2025-02-22） （中文（繁體））.
10. ↑  Richard Trenholm. . CNET. 2013-07-22  [2025-02-24]. （原始内容存档于2025-02-24） （英语）.
11. ↑  published, Michelle Fitzsimmons. . TechRadar. 2013-07-22  [2025-02-24]. （原始内容存档于2025-02-24） （英语）.
12. ↑  designboom, jenny filippetti I. . designboom | architecture & design magazine. 2013-07-25  [2025-02-24]. （原始内容存档于2025-02-24） （英语）.
13. ↑  . ZDnet.fr. 2013-07-23  [2025-02-20]. （原始内容存档于2023-12-10） （法语）.
14. ↑  . Softpedia.   [2013-07-23]. （原始内容存档于2013-10-30） （英语）.
15. ↑  . Top Net Tools.   [2013-07-28]. （原始内容存档于2013-08-06）.
16. 1 2 3  Kelion, Leo. . BBC News. 22 July 2013  [22 July 2013]. （原始内容存档于2022-12-26）.
17. ↑  Sylvain Biget. . Futura.   [2022-10-24]. （原始内容存档于2025-02-20） （法语）.
18. ↑  . L'informaticien. 2013-07-26  [2025-02-20]. （原始内容存档于2018-12-07） （法语）.
19. ↑  Souppouris, Aaron. . The Verge. 2013-07-22  [2013-07-22]. （原始内容存档于2013-07-22）.
20. ↑  Steven J. Vaughan-Nichols. . ZDNet Japan. 由石橋啓一郎翻译. 2013-08-07. （原始内容存档于2025-02-20） （日语）.
21. ↑  Darrell Etherington. . TechCrunch. 24 July 2013  [2016-03-18]. （原始内容存档于2023-03-28）.
22. ↑  . ASCII.jp. 2013-08-07. （原始内容存档于2021-12-26） （日语）.
23. ↑  Romain Dillet. . TechCrunch. 8 August 2013  [2016-03-18]. （原始内容存档于2023-04-01）.
24. ↑  .   [2016-03-18]. （原始内容存档于2013-10-20）.
25. ↑  Koetsier, John. . Indiegogo. 2013-08-14  [2013-08-14]. （原始内容存档于2022-06-21） （英语）.
26. ↑  Jeffrey Matulef. . Eurogamer. 2 August 2013  [2016-03-18]. （原始内容存档于2021-10-21）.
27. ↑  . Indiegogo. 22 August 2013  [2016-03-18]. （原始内容存档于2014-03-27）.
28. ↑  . Indiegogo.   [2025-02-20]. （原始内容存档于2025-01-30） （英语）.
29. ↑  Dominique Cardon. . Presses universitaires de Paris Nanterre  (编). . 2015: 15–39  [2024-09-27]. ISBN 978-2-84016-205-6.
30. ↑   (html). ubuntu-touch.io.   [2024-09-27]. （原始内容存档于2024-09-26）.
31. ↑  .   [2024-09-27]. （原始内容存档于2024-11-04） （美国英语）.
32. ↑  . Big Apple. 2016  [2024-09-27]. doi:10.5040/9781350978096.
33. ↑  . L'informaticien. 2013-07-26  [2025-02-20]. （原始内容存档于2018-12-07）.
34. ↑  . （原始内容存档于2013-08-13）. de M. Shuttleworth dans laquelle il explique comment Ubuntu permet de coordonner fonctionnellement, esthétiquement et techniquement les tablettes, les téléphones mobiles, la télévision et le PC.